# Guvernoratul Ben Arous
Guvernoratul Ben Arous este una dintre cele 24 unități administrativ-teritoriale de gradul I ale Tunisia.